# Olsberg
Olsberg – miasto uzdrowiskowe w Niemczech, położone w kraju związkowym Nadrenia Północna-Westfalia, w rejencji Arnsberg, w powiecie Hochsauerland. W 2010 roku liczyło 15 102 mieszkańców.

## Współpraca
- Fruges, Francja
- Jöhstadt, Saksonia
- Olsberg, Szwajcaria